# Coen Dillen
Coenraad Henrik Dillen dit Coen Dillen (né le 5 octobre 1926 à Strijp aux Pays-Bas et mort le 24 juillet 1990 à Goes) était un joueur et entraîneur de football néerlandais.
Il a joué au poste d'attaquant pour les clubs du VV Brabantia, du PSV Eindhoven et du Helmondia '55, ainsi qu'en équipe des Pays-Bas.
Il inscrit en tout 43 buts (un record) lors de la saison 1956/57, ce qui fait de lui le meilleur buteur de l'Eredivisie.
Après sa retraite de joueur, il passe une période de deux saisons dans le club amateur du RKSV Nuenen.